# Эсенбога
Аэропо́рт Эсенбо́га (тур. Ankara Esenboğa Havalimanı; ИАТА: ESB, ИКАО: LTAC) — международный аэропорт, расположенный в 28 километрах на северо-восток от центра Анкары, столицы Турции.
Название аэропорта происходит от названия деревни Esenboğa (где g не произносится), что переводится как «Спокойный бык». Деревня названа в честь турецкого полководца Исен Бога, войска которого располагались в этих местах перед битвой за Анкару в 1402 году.
Аэропорт является дополнительным хабом для национального авиаперевозчика Турции Turkish Airlines и его дочернего подразделения AnadoluJet.

## История
До постройки Эсенбога главным аэропортом был Гюверчинлик в 10 км к западу от Анкары. Первые гражданские авиаперелёты начались в 1912 году. Когда Анкара стала столицей 13 октября 1923 года, аэропорт стал принимать международные рейсы.
В мае 1933 года была создана первая государственная авиакомпания Турции, целью которой было осуществление перелётов между Анкарой и Стамбулом. Авиакомпания располагалась в аэропорте Этимесгута, в 25 км от Анкары.
В аэропорту Гюверчинлик была построена новая взлётная полоса и ангар, после чего государственная авиакомпания перебазировалась из Этимесгута в Гюверчинлик.
12 февраля 1947 года State Airlines совершила свой первый международный рейс между Гюверджинликом и Афинами. После того, как Турция подписала Чикагскую конвенцию гражданской авиации в 1944 году, было решено построить международные аэропорты Эсенбога в Анкаре и Йешилкёй в Стамбуле. В 1947 году Правительством Турции был подписан контракт с Westinghouse Electric на их строительство. Строительство аэропорта Эсенбога началось в 1951 году.
В последующие десятилетия аэропорт развивался, чтобы обслуживать большее число пассажиров.
Компанией «Build-Operate-Transfer» была осуществлена реконструкция аэропорта.  
16 октября 2006 года был открыт терминал площадью 182 000 м2. Пропускная способность терминала составила 10 млн пассажиров.

## Статистика
Данные из запроса в Викиданные.